# Аделхайд фон Хоенлое-Браунек
Вижте пояснителната страница за други личности с името Аделхайд.
Аделхайд фон Хоенлое-Браунек-Нойхауз (на немски: Adelheid von Hohenlohe-Brauneck-Neuhaus; * пр. 1267; † сл. 1326) от род Хоенлое-Браунек-Нойхауз е чрез женитба графиня на Ринек.

## Произход
Тя е дъщеря на Хайнрих I фон Хоенлое-Браунек-Нойхауз († 1267/1268). Сестра е на Хайнрих II Хоенлое-Браунек-Нойхауз († 1304) и Гебхард I фон Хоенлое-Браунек-Халтенбергщетен († ок. 1300).

## Фамилия
Аделхайд фон Хоенлое-Браунек се омъжва за граф Герхард IV фон Ринек († 1295). Те имат децата:
- Лудвиг VII († 1330), граф на Ринек, женен I. за Изелгардис, II. на 5 април 1317 г. за Елизабет фон Хоенлое-Уфенхайм-Ентзе († ок. 1344)
- Хайнрих II († 1343), граф на Ринек, женен за Аделхайд фон Цигенхайн († 1322)
- Йоханес († сл. 1312)
- Анна († 27 август 1306), омъжена за Йохан I фон Ербах (ок. 1275 – 1296)
- дъщеря († сл. 1291)
- Юта († сл. 1312)
- Аделхайд (* ок. 1265; † 1299/сл. 1320), омъжена за маркграф Хесо фон Баден († 1297)
- Попо († 7 октомври 1288]